# Fünfhausen (Worpswede)
Fünfhausen ist ein Ortsteil der Gemeinde Worpswede im Landkreis Osterholz in Niedersachsen.

## Geschichte
Fünfhausen wurde im Rahmen der Moorkolonisierung des Teufelsmoores gegründet. 1789 wird angegeben, dass der Ort über ein Haus und zwei Hütten verfüge, in denen 25 Einwohner, darunter 15 Kinder, lebten. Bei der Volkszählung 1871 wurden in sieben Wohngebäuden 51 Einwohner gezählt. 1910 hatte der Ort 32 Einwohner.

## Gebäude
- Wohn- und Wirtschaftsgebäude Fünfhausen 28 von 1723 in Fachwerk